# Guernsey (Wyoming)
Guernsey ist eine Stadt (town) im Platte County im US-Bundesstaat Wyoming.

## Lage
Guernsey liegt im Osten des Platte County etwa 30 Kilometer nordöstlich des County Seat Wheatland am North Platte River, der etwa 2 km nördlich der Stadt zur Talsperre Guernsey aufgestaut wird, auf einer Höhe von etwa 1327 m. Durch den Ort führt der U.S. Highway 26, der hier den North Platte River überquert.
Die Stadt hat eine Fläche von 2,69 km², davon 2,65 km² Land und 0,04 km² Wasser.

## Demografie
Das U.S. Census Bureau hat bei der Volkszählung 2020 eine Einwohnerzahl von 1.130 ermittelt.